# Comunità montana dell'Alto Lario Occidentale
La Comunità montana dell'Alto Lario Occidentale era una comunità montana in provincia di Como, che copriva il territorio della sponda occidentale dell'alto lago di Como, comprendendo i comuni da Cremia a Sorico.
Il 1º settembre 2009, ai sensi della L.R. nr. 19/2008, fu costituita la Comunità montana Valli del Lario e del Ceresio mediante fusione della Comunità montana delle Alpi Lepontine e della Comunità Montana dell'Alto Lario Occidentale.